# Konsum Österlen
Konsum Österlen var en svensk konsumentförening i Simrishamns kommun och Tomelilla kommun.

## Historik
Föreningen bildades 1961 genom sammanslagning av Simrishamns kooperativa handelsförening och Tomelilla kooperativa handelsförening, Kooperativa föreningen Österlen i Hammenhög och Konsumentföreningen S:t Olof samt föreningen i Gärsnäs. Tomelillaföreningens chef Bruno Mattsson blev chef för den sammanslagna föreningen.
År 1962 uppgick Lövestads kooperativa handelsförening i Konsum Österlen. Vitaby handelsförening fusionerade med Konsum Österlen 1964.
Med tiden bestämdes det att föreningen skulle gå ihop med Konsumentföreningen Solidar i Malmö, främst för att man inte ansåg sig klara av att finansiera etableringar av Domusvaruhus i Simrishamn och Tomelilla, vilket sågs som nödvändigt. De slutgiltiga besluten togs på föreningsstämmor i maj och juni 1964. Verksamheten fördes över den 1 januari 1965.
Föreningen var verksam fram till årsstämman den 2 april 1965, när den upphörde.
Vid utgången av 1964 hade man 3538 medlemmar. Under 1964 lade man ner butikerna i Tommarp, Kivik och Sankt Olof, så när verksamheten överfördes till Solidar bestod den av åtta enheter, nämligen två butiker i Simrishamn (Konsumhallen samt en butik på Möllebacken), en Konsumhall i Tomelilla, varubuss i Sankt Olof samt en butik vardera i Borrby, Hammenhög, Gärsnäs och Vitaby.
Några mindre föreningar i området som Simris handelsförening och Gladsax kooperativa handelsförening stod utanför Konsum Österlen och gick heller inte upp i Solidar. Föreningarna i Simris och Gladsax lades istället ner på 1970-talet.